# La tana del serpente bianco
La tana del serpente bianco (The Lair of the White Worm) è un film del 1988 diretto da Ken Russell.

## Trama
Durante uno scavo il giovane archeologo scozzese Angus Flint ritrova un gigantesco teschio che sembra appartenere ad un serpente di dimensioni straordinarie. Lo porta dunque con sé al bed and breakfast in cui sta dimorando, condividendo la scoperta con le due proprietarie della struttura, due ragazze i cui genitori sono scomparsi da circa un anno. Quella stessa sera, le due ragazze portano Angus a una festa organizzata da un nobile locale, James D'Ampton, la cui famiglia è rinomata per via di un avo che in passato avrebbe sconfitto l'enorme Verme di D'Ampton, detto il "serpente bianco". Angus condivide la sua scoperta anche con lui, che si dimostra sinceramente interessato e vede un collegamento con le leggende locali e tale ritrovamento. Nel frattempo una donna molto sensuale, tale Sylvia Marsh, soccorre un poliziotto dopo che questi è stato insolitamente morso da un serpente in pieno inverno.
Marsh è tuttavia una donna-serpente, creatura immortale vampiresca che serve un dio serpente: per lei il ritrovamento di Angus è una reliquia, motivo per cui entra nel B&B e lo trafuga. Andando via, Marsh sputa del veleno contro un crocifisso. Quando le proprietarie cercano di mostrare il ritrovamento a James una di loro, Eve, tocca il crocifisso e ha una visione orribile di se stessa, vestita da suora ma in topless, viene aggredita da un enorme serpente bianco sulle rovine infiammate di un convento. Dopo essersi ripresa dalla visione, la donna ripete uno strano nome. Quando Angus scopre l'accaduto decide di insistere ancora di più nei suoi studi: proprio in quei giorni un oggetto appartenente ad uno dei genitori di Eve e Mary Trent viene ritrovato in una caverna della zona. Nel frattempo Sylvia Marsh attira in casa propria un boy scout e, dopo averlo sedotto, lo morde: il suo veleno lo paralizza in maniera tale che possa essere divorato dal suo dio-serpente.
Subito dopo James si presenta a casa sua per chiedere informazioni sull'infortunio del poliziotto, che è anche suo vicino di casa. La donna si comporta in maniera conturbante, finge una grande fobia dei serpenti che afferma di combattere giocando a scale e serpenti, inventa di non aver voluto essere invitata alla sua festa proprio per questa fobia. Successivamente, una spedizione di James, Eve, Mary e Angus nella caverna del ritrovamento conferma l'ipotesi che essa possa essere la caverna in cui, secondo la leggenda, l'avo di James sconfisse il gigantesco serpente bianco tagliandolo in due. James è convinto che un serpente analogo possa ancora esistere, ricrescendo dall'estremità mozzata. James inizia a collegare gli strani avvenimenti proprio alla Marsh. Nel frattempo Eve, che poco prima era andata via, viene ipnotizzata e rapita da Marsh, che vuole sacrificarla al suo dio in quanto vergine ed in quanto reincarnazione di una suora che dimorava in un monastero costruito sopra il tempio dedicato al dio-serpente.
Sylvia spinge Eve a telefonare a casa e inventare una scusa tuttavia la ragazza ha un attimo di rinsavimento e riesce a mettere la sorella in guardia. Mary, Angus e James organizzano allora un piano: i primi due tendono un'imboscata a casa di Sylvia, l'ultimo rimane a casa propria e riproduce una musica atta ad attirare serpenti. Mary e Angus scoprono che anche la madre delle Trent è diventata una donna-serpente, tant'è che li aggredisce. Subito dopo si presenta a casa di James: quest'ultimo riesce ad ucciderla, ma non prima che lei uccida la sua servitù. Salvata Mary, i ragazzi organizzano un altro piano: le sorelle e Angus vanno a casa di Sylvia con la musica atta ad attirarla e una mangusta, mentre James porta avanti una spedizione nella caverna per uccidere l'eventuale serpente con il gas. Vengono tuttavia intercettati dall'agente Peters, anche lui diventato un uomo-serpente e intenzionato a sacrificare entrambe le sorelle. Angus si scontra con lui e ha la meglio dopo averlo distratto suonando una cornamusa, ma ne viene morso al ginocchio da Sylvia, che ha resistito alla musica tappandosi le orecchie e ha ucciso la mangusta.
Rapiti tutti e tre gli intrusi, la donna evoca il suo dio, tuttavia Angus riesce a liberarsi, si somministra un antidoto fatto in laboratorio per evitare di diventare vampiro e salva Eve gettando al suo posto Sylvia in pasto al serpente bianco, che egli infine fa esplodere buttandogli una bomba a mano nelle fauci. Poco dopo James e la sua troupe fanno partire il gas assicurando che l'enorme serpente muoia definitivamente asfissiato. Angus somministra l'antidoto a Mary ed Eve per sicurezza, dopo di che si riunisce con James e intraprende un viaggio in macchina con lui. L'antidoto che il ragazzo aveva utilizzato su di sé e sulle sorelle Trent era tuttavia il farmaco sbagliato: la dottoressa che glielo aveva inviato aveva fatto confusione con gli ordini. A questo punto Angus sta per trasformarsi in un uomo-serpente e James realizza che sarà la sua prima vittima.

## Produzione
Pellicola horror, il film si ispira in parte al romanzo La tana del Verme Bianco di Bram Stoker e in parte alle leggende britanniche del Verme di Lambton. Il regista si afferma non completamente soddisfatto dal romanzo di Stoker, che definisce inferiore al capolavoro dello stesso autore Dracula nonostante avrebbe potuto eguagliarlo e sia dotato a tratti di "tocchi da maestro" dell'autore. Egli afferma di aver dunque apportato delle modifiche affinché l'orrore e gli elementi psicologici di Dracula fossero presenti anche in quest'opera e non ci fosse più bisogno di "andare fino in Transilvania per conoscere il terrore".
Secondo il produttore Dan Ireland, Russel avrebbe voluto Tilda Swinton per il ruolo di Sylvia Marsh e che abbia ripiegato sulla Dohonoe solo in seguito al rifiuto della prima. Il produttore afferma inoltre che l'opera costituisce anche un omaggio all'opera di Oscar Wilde. Le riprese si sono svolte presso i britannici Shepperton Film Studios e sono durate 7 settimane, risultando a detta del regista "difficoltose soprattutto per quanto riguarda l'ingente impiego di effetti speciali". Il budget investito corrisponde a circa 2 milioni di dollari.

## Accoglienza

### Pubblico
Il film ha incassato 1,19 milioni di dollari nel solo circuito cinematografico statunitense.

### Critica
Sull'aggregatore Rotten Tomatoes il film riceve il 67% delle recensioni professionali positive con un voto medio di 5,82 su 10 basato su 27 critiche.